# توچنو (پومرانی غربی)
توچنو (به لاتین: Tuczno) یک شهر در لهستان است که در گمینا توچنو واقع شده‌است. توچنو ۹٫۲۸ کیلومتر مربع مساحت و ۱٬۹۶۵ نفر جمعیت دارد.